# 東京都立町田高等学校
東京都立町田高等学校（とうきょうとりつまちだこうとうがっこう、英: Tokyo Metropolitan Machida Senior High school）は、東京都町田市中町に所在する東京都立高等学校。通称は「町高」（まちこう）。

## 概要
1929年（昭和4年）に設立された私立町田女学校を源流とする東京都立高等学校である。1948年（昭和23年）度に東京都へ移管され、東京都立町田高等学校設立、男女共学、定時制課程も設立される。1950年度に、全日制家政科も設置される。
1974年（昭和49年）度に、全日制では制服が廃止された。
2007年（平成19年）6月より、進学指導特別推進校に指定。難関国公立を目指す生徒を対象に、特進講習を土曜に開いている。
2012年（平成24年）3月、家政科閉科となる（62年の歴史に幕）。
2008年（平成20年）より新校舎にて授業を行っている。2015年（平成27年）4月、旧家政科棟を取り壊し、講義棟が新たに建設された。
公式行事に力を入れており、合唱祭・町高祭（文化祭）・体育祭（町田高校グラウンドで実施）は「町高三大行事」といわれている。町高祭の後夜祭は町高生のみの参加。合唱祭は伴奏を行わない「アカペラ合唱祭」であり、八王子市民会館にて行われている。毎年、球技大会を2日間実施。
定時制は近隣地区での閉課や統廃合に伴い、近隣地区唯一の夜間定時制高校となり生徒数が急増。4年制だが、「3年編修卒業制度」を選択した生徒に限り、高等学校卒業程度認定試験の受験および合格により3年で卒業が可能となる。部活動ではサッカー・軟式野球部・バスケットボール・陸上競技・自転車競技が優秀な成績を収めており、特に三年連続全国大会優勝のサッカー部と近年出場している自転車競技部、陸上競技部は定時制・通信制全国大会の常連である。

## 設置学科
全日制課程（在籍約960名）
- 普通科 各学年8クラス（1組-8組 各40人程度） 2015年度より講義棟の完成で8学級（約320人）の募集となった。
  - いわゆる進学校で、ほとんどの生徒が4年制大学を目指す。

全日制は8時頃から15時半にかけて授業が行われるが、定時制との兼ね合いから部活動で使用できる活動時間は少ない（原則的に17時で完全下校）。学期は3学期制。
定時制課程（在籍約400名、夜間）
- 普通科 各学年4クラス（A組 - D組。各30人程度）
  - 四年制の定時制であるが、前述のように3年での卒業も可能。

定時制は17時20分から21時にかけて授業が行われる（17時登校、22時完全下校）。

### 過去の設置学科
- 全日制家政科
  - 東京都立忠生高等学校と統合し、2010年に東京都立町田総合高等学校が開校。このため同年度以降生徒の募集を停止し、2011年度をもって廃止された。現在は家政科閉科記念碑が正門付近に設置されている。

## 沿革
（主要部の出典は本校ホームページ）
- 1929年（昭和4年）
  - 3月8日 - 私立町田女学校設立申請書提出。
  - 4月5日 - 私立町田女学校設立認可。東京府南多摩郡町田町本町田字上ノ原（住所表記実施により現町田市中町四丁目。位置同じ）に学校設置。
  - 4月11日 - 私立町田女学校第1回入学式。
- 1930年（昭和5年）5月 - 私立町田女学校に町田高等女学校が併設[7]。
- 1931年（昭和6年）3月22日 - 私立町田女学校第1回卒業式。裁縫専修科閉科。
- 1932年（昭和7年）- 私立町田女学校が廃止（3月）[7]、私立町田高等女学校として存続（7月18日）。
- 1938年（昭和13年）3月21日 - 初の入学試験実施（算術など）。
- 1947年（昭和22年） - 私立町田高等女学校が町田町に移管され、町田町立町田高等女学校となる[7]。
- 1948年（昭和23年） - 学制改革により東京都に移管され（3月21日）、東京都立町田高等学校開校（4月1日）。普通科および定時制普通科（定時制の授業は6月より）を新設、男女共学開始。
- 1950年4月1日 - 全日制に職業課程家政科を設置。
- 1951年 - 託児所開設。
- 1967年 - フライパン運動で全国家庭クラブ全国研究発表大会最優秀賞受賞。
- 1974年4月1日 - 制服を廃止。
- 1984年9月23〜24日 - 町高祭で家政科ファッションショーを初開催。以後、毎年の文化祭で被服製作における授業成果を発表。
- 1987年 - 第1回家政科体験入学、以降平成20年度まで実施される。
- 1999年11月20日 - 創立70周年記念式典挙行。
- 2003年3月27日 - 進学指導特別推進校に指定される。
- 2006年 - 校舎改装（一部新築）に伴い校庭に設置された「仮校舎」へ移動し、校庭のほとんどが使用不能に。一部授業は「旧校舎」のうち改装工事が行われない部分にて行われる。「旧校舎」に町田地区総合学科高校開設準備室設置。
- 2008年3月
  - 「新校舎」使用開始。2箇所に自動ドアがつき、一部の女子トイレには音姫がついており、各教室には冷暖房、換気扇、加湿器が設置されている。さらに視聴覚室は120人収容できる階段教室である。なお、改装・建替が実施された「新校舎」のみ防衛施設庁基準による防音が施されている。子供会東京都福祉のまちづくり功労者東京都知事感謝状受賞。
  - 4月 - 都立町田高校開校および定時制開課60周年。
- 2009年3月14日 - 職員、全日制全校生徒・教員および定時制生徒会役員・代表教員出席の元、創立80周年記念式典挙行。
- 2010年
  - 家政科を募集停止、同科は忠生高校と統合し、旧忠生高校敷地内に東京都立町田総合高等学校を開校する。普通科を8学級（従前普通科6・家政科2）とする。大手予備校から進学指導アドバイザーを招き進学指導診断を初めて実施。
  - 11月1日 - 首都大学東京と高大連携協定を締結。
- 2011年
  - 4月1日 - 言語能力向上拠点校に指定される。（〜2013年度）
  - 4月 - 土曜日午前中の部活動を原則禁止とする。進学指導診断の結果を公表。
  - 9月10〜11日 - 町高祭で最後の家政科ファッションショー。
- 2012年
  - 3月3日 - 家政科閉科式実施。
  - 4月1日 - 全日制、2学期制から3学期制に変更。
- 2013年4月1日 - ICT活用推進校に指定される。（〜2015年度）
- 2015年
  - 3月13日 - 家政科棟跡地に一棟（自習棟）が落成。
  - 4月1日 - 理数研究校に指定される。また、日本の伝統・文化の良さを発信する能力・態度の育成事業実施校に指定される。（〜2017年度）
- 2016年4月1日 - 言語能力向上拠点校に再度指定される（単年度）。また、情報モラル推進校、アクティブ・ラーニング推進校に指定される（〜2018年度）。そして、英語教育推進校、海外学校間交流（姉妹校交流）推進校に指定される。
- 2017年4月1日 - 実践研究協力校に指定される。また、持続可能な社会づくりに向けた教育推進校に指定される。（〜2018年度）
- 2018年4月1日 - 国際交流リーディング校に指定される。
- 2019年4月1日 - 平成31年度文化部新設置推進校に指定される。（現在も指定中）
- 2024年
  - 3月22日 - 新HP『新しい町田』が開設。
  - 4月1日 - DXハイスクールに指定される。
- 2030年代初頭？-都市計画道路町田3・3・36号線（通称：新町田街道）工事に伴いグラウンドの一部及びバスケットコートが閉鎖される。

## 象徴

### 校章
町田高等女学校時代の旧校章の面影をできるだけ残すことを基調に、「町田」の文字を図案化した中に「高」の字を入れ、全体を円形にした。円形は地球を表わし、生徒が将来世界に雄飛するようにという願いが込められている。「町」の字の「丁」の部分は図案化してペンを表わす。

### 校歌
校歌の作詞は本町田出身の若林牧春、作曲は平井康三郎による。全日制では合唱祭の際に一年生の課題曲として練習・歌唱され公式行事の際にも使用されるが、定時制では「校歌紹介」と称して入学式時に全日制生徒による合唱祭のCDを再生するのみで歌唱は一切行われない。なお、校歌にはピアノ伴奏用の編曲も存在するが、「アカペラ合唱」の方針のため卒業式以外では演奏される機会は無い。歌詞は4番まで存在するが、現在3・4番は幻と化して生徒手帳や公式HPにすら載っていない。1989年度の時点で既に4番は失われており、1998年度の時点ではまだ3番が生徒手帳に載っていた。現在は町高同窓会HPにて、町田女学校時代の校歌や失われた3・4番も含めて歌詞を閲覧できる。

## 教育目標・グランドデザイン
不滅の伝統を継承し、高みを目指すことを主軸としている。

・伝統を継承し、高みを目指す次代を切り拓く町高生の育成
・大学生・社会人となっても伸びる人づくり、社会のリーダーとして活躍・貢献できる人づくり
・ 生徒の能力を引き出し、難関国立大学・国公立大学・難関私立大学への進路実現をより確かなものへ

「自主・自立」「文武両道」「伝統と創造」の追求と実践
自ら進んで積極的に取り組む実践力、リーダー性、自立しんや倫理観の育成。自ら学び学習習慣を定着させ、部活動・学校行事などに積極的に取り組む自立心を育成。伝統の継承と発展、創造性の追求

基礎力、思考力、実践力などの世界に通用する21世紀型能力の育成
知識・技能を習得させ、思考力・判断力・表現力などの能力を育成し、学びに向かう力・主体性・意欲などを涵養。教養を深め、学問の魅力の追求と探究心を育成。

町高進路指導システムの発展・成長へ向けた確立とチーム力による確かな進学指導の実践
キャリア形成と自らの進路の開拓。分析・評価を重視した計画的な進路指導（PDCAサイクルの実践）。進路指導部と学年の強固な連携。難関国立大学・国公立大学・難関私立大学等の倍増。

## 教育
国公立大学を目指す生徒に対応したカリキュラムが組まれている。すべての教科・科目を偏りなく学ぶために、2年次までは文系と理系に分けることなく、全員が同じ授業を受ける。
- 授業の中で大学レベル以上の発展的な内容が紹介されることもある。（逆三角関数・ABC予想・フェルマーの最終定理・VSEPR理論・郡評論争など）
- 英語（Logic&Expression α・II・英語総合演習）、数学（数学I・II・III・C・数学総合演習）、国語（古典探究・古典演習）、社会（世界史）、理科（化学）の授業で習熟度別授業を取り入れている。
- 長期休業中には多くの講習が用意されている。

### 教育改革等
- 都立高校でいち早く校内のWi-Fi環境を整備し、2019年度の入学生より全員がiPadを所持している。コロナ禍においても、都立高校で先駆けてオンラインの双方向授業を実施した。学校再開後にはテストにより学習の定着状況を確認、補習や補講による万全のフォロー体制をとった[9]。

## 部活時間制限
当時の校長は、本校は定時制高校を設置しているため平日の部活は午後5時頃まで、その分、土日の部活は長期間になる傾向があったと考え、1日に使える時間は限りがあるため勉強と部活との区別をつけられるよう学校側が改善すべきと検討していたこと、および2010年秋に同校が生徒に対して行った調査では家庭学習時間が1日2時間未満の生徒は1、2年生とも8割に達したこと、2010年度に都教育委員会は大手予備校などから進学指導アドバイザーを招き本校などを対象に進学指導診断を初めて実施した。
その結果、改善の余地ありと指摘された中に部活時間の制限があったこと、ならびに重点校と推進校が2010年1月に発表した進学指導改善案の中にも、土日の部活制限、合宿以外、夏休みの練習は20日以内と、部活の制限ルールを掲げる高校が相次いだことを背景に、2011年4月より土曜日午前の部活動を原則禁止した。
当時都教育委員会高校教育指導課長だった宮本久也は「これまで部活の指導は各部の顧問任せでばらばらだったが、学業優先の方針の下、学校に一元化し始めている。部活動は人格形成に有用で、その価値を否定するものではない」とした。
なお、その後、部活時間制限は撤廃され、2017年以降行われていない。

## 部活動・同好会
現在、以下の部と同好会がある。
- 校舎とグランドともに、全日制と定時制で共同使用するため、互いに時間の制約がある。
- 全日制の一部の部や同好会では、下校時刻後も付近の外部施設を利用して活動を行っており、事実上の活動時間延長としていることもある。
- 月に1度提出する必要のある活動日誌を4回連続で未提出だと、生徒会執行部による警告の後に同好会降格・廃会の発議が行われるが[11]、パソコン同好会は設立以来16年以上に渡って未提出であったにもかかわらず、2023年2月16日まで警告されなかった。同日に行われた部長会で生徒会執行部副会長より警告を受けた後、同月中に活動日誌が提出されたため、活動継続が認められた。

### 全日制

#### 運動部
- 山岳部
  - 毎月一度程度の日帰り登山
- 硬式野球部
  - 大会への出場
- 陸上競技部
  - 大会への出場
- サッカー部
  - 大会への出場
- ソフトボール部
  - 西東京大会公立選手権Dリーグ1位
- 剣道部
  - 大会への出場
- 水泳部
  - 町田市民体育祭第42回町田市水泳競技大会個人・リレー入賞、高校生総合の部優勝、東京都高等学校選手権水泳競技大会・東京都高等学校新人水泳競技大会に出場
- 卓球部
  - 新型コロナウイルス感染拡大により大会の中止
- 硬式テニス部
  - 大会への出場
- 男子バスケットボール部
  - 大会への出場
- 女子バスケットボール部
  - 大会への出場
- 男子バレーボール部
  - 大会への出場
- 女子バレーボール部
  - 大会への出場
- バドミントン部
  - 東京都高等学校バドミントン新人大会(団体・西ブロック)、東京都高等学校総合体育大会兼全国高等学校総合体育大会都予選(団体)にて女子西東京ベスト16
- バトントワリング部
  - 令和元年度開催のバトントワーリング関東大会にて銀賞、東京都大会にて金賞受賞
- ダンス部
  - 日本高校ダンス部選手権出場
  - 文化祭・後夜祭出演
  - クリスマスライブ（自主企画）開催

#### 文化部
- 生物部
  - イベントへの参加など
- 美術部
  - デッサン・油彩の製作など
- 陶芸部
  - 湯呑みなどの製作
- 演劇部
  - 大会への出場
- 茶生花部
  - 外部講師を招いて、生花・茶道（裏千家）を行う。
  - 文化祭で生花を展示
- 吹奏楽部
  - 第45回東京都高等学校アンサンブルコンテスト木管八重奏銀賞・金管八重奏銀賞、第61回東京都高等学校吹奏楽コンクールB組銀賞
- 管弦楽部
  - 全国高等学校総合文化祭に東京都代表で出場経験
- 和太鼓部
  - 大会への出場
- イラスト部(休部中)[注釈 3]

#### 同好会
- パソコン同好会
  - コンテストへの出場など
- 軽音楽同好会
  - 自主企画ライブ開催(年4〜5回程度)
  - 文化祭・後夜祭出演
  - ミュージックデイズ（軽音楽・ダンス部門のコンテスト大会）出演
- 映像文化同好会（休部中）[注釈 3]
- 音楽同好会（休部中）[注釈 3]
- 空手同好会（休部中）[注釈 3]

### 定時制
定時制の部活動時間は、授業終了21時からおよそ22時頃までが活動時間である。
サッカー部、バスケ部、軟式野球部、自転車競技部、陸上競技部はそれぞれ全国大会の出場経験がある。
- サッカー部 （2010年、2011年、2012年全国優勝）
- バスケットボール部
- テニス部
- 卓球部
- 軟式野球部
- 自転車競技部
- 陸上競技部
- 音楽部
- 漫画研究部
- 合唱同好会
- 文学同好会
- イラスト同好会

ほか

## 進路
ほぼ全ての生徒が四年制大学に進学し、特に国公立大学を志望する風潮が強い。東京都立大学、東京学芸大学といった周辺の国公立大への進学者が多い。また、青山学院大学、中央大学などの周辺私立大学への進学者も多い。
指定校推薦の枠も充実しており、2019年度は東京都立大学11名、慶應義塾大学3名、早稲田大学1名、東京理科大学2名、青山学院大学9名、中央大学8名、法政大学6名等の枠があった。

## 交通
出典 : 
鉄道
| 路線名         | 最寄り駅 | 徒歩所要時間 |
| -------------- | -------- | ------------ |
| JR横浜線       | 町田駅   | 15分         |
| 小田急小田原線 | 町田駅   | 13分         |

路線バス
| 乗車停留所       | のりば | 系統             | 下車停留所                | 運行事業者 |
| ---------------- | ------ | ---------------- | ------------------------- | ---------- |
| 町田駅           | 21     | 町53・町55       | 「町田郵便局前」、徒歩8分 | ■神奈中    |
| 町田駅           | 22     | 町51             | 「町田郵便局前」、徒歩8分 | ■神奈中    |
| 町田バスセンター | 11     | 町41・町50・町54 | 「町田郵便局前」、徒歩8分 | ■神奈中    |
| 町田バスセンター | 12     | 町76             | 「中町三丁目」、徒歩8分   | ■神奈中    |

## 著名な出身者
- 政治
  - 三遊亭らん丈 - 落語家（真打）・町田市議会議員
  - 戸羽太 - 陸前高田市長
- スポーツ
  - 後藤若葉 - 女子サッカー選手
  - 土岐田洸平 - サッカー選手
- 学術
  - 荒川洋平 - 東京外国語大学教授
- 放送
  - 稲垣秀人 - NHKアナウンサー
  - 三木明博 - 文化放送社長
  - 下田恒幸 - フリーアナウンサー
  - 飯田香織 - NHK記者
- その他
  - 降矢由美子 - 俳優
  - 大河原邦男 - アニメーション作品における日本最初の専門メカニックデザイナー。『機動戦士ガンダム』のモビルスーツのデザインを担当
  - 大塚直哉 - チェンバロ奏者、東京芸術大学教授
  - 七森美江 - 元女優
  - 眞宮由妃 - 元宝塚歌劇団
  - 縁寿 - 活動弁士
  - 柳原佑介 - フルート奏者
  - 玉置陽葵 - モデル
  - 立川志らぴー - 落語家